# FC Barcelona w sezonie 2010/2011
Sezon 2010/11 był 112. sezonem w historii FC Barcelony i 80. z rzędu sezonem tego klubu w najwyższej klasie hiszpańskiego futbolu. Obejmuje on okres od 1 lipca 2010 do 30 czerwca 2011 r.

## Przebieg sezonu
Sezon 2010/11 FC Barcelona rozpoczęła od przeprowadzenia kilku transferów. W ramach nich do klubu dołączyli: David Villa, który przyszedł z Valencii CF za 40 milionów euro, Adriano, kupiony z Sevilli FC za 9,5 miliona euro oraz Javier Mascherano sprowadzony z Liverpoolu FC za 20 milionów euro. Definitywnie klub opuścili natomiast: Rafael Márquez i Thierry Henry, którzy, na zasadzie wolnego transferu, przenieśli się do New York Red Bulls, Yaya Touré, kupiony przez Manchester City za 30 milionów euro oraz Dmytro Czyhrynski, odkupiony przez Szachtar Donieck za 15 milionów euro. Na roczne wypożyczenia udali się natomiast: Keirrison do Santosu FC, Víctor Sánchez do Getafe CF, Zlatan Ibrahimović do AC Milanu, Martín Cáceres do Sevilli FC oraz Alaksandr Hleb do Birmingham City. Sezon 2010/11 był trzecim sezonem pod wodzą trenera Pepa Guardioli.
Przed sezonem FC Barcelona rozegrała kilka meczów towarzyskich. Najpierw, w Norwegii, zmierzyła się z Vålerenga Fotball (zwycięstwo 4:2) a następnie udała się na zgrupowanie do Azji. Tam zmierzyła się z drużyną gwiazd ligi południowokoreańskiej – K-League (zwycięstwo 5:2) oraz z chińską drużyną Beijing Guo’an (zwycięstwo 3:0).
14 sierpnia 2010 roku, Barca rozegrała pierwszy oficjalny mecz w sezonie. Był to pierwszy mecz o Superpuchar Hiszpanii z Sevillą FC. W tym meczu lepsi okazali się jednak rywale i podopieczni Guardioli przegrali 1:3. W rewanżu lepsza okazała się jednak Duma Katalonii, która pokonała rywala 4:0 (w dwumeczu 5:3) i tym samym sięgnęła po pierwsze trofeum w sezonie i ósmy Superpuchar Hiszpanii w historii.
25 sierpnia 2010 roku, FC Barcelona rozegrała coroczny mecz o Trofeu Joan Gamper. Tym razem rywalem Barcelony został A.C. Milan. Po 90 minutach tego meczu padł remis 1:1, zatem o rozstrzygnięciu musiała zdecydować seria rzutów karnych. W niej Barca pokonała rywali 3:1 i zdobyła trofeum swojego założyciela.
29 sierpnia 2010 roku, FC Barcelona rozpoczęła zmagania ligowe, od zwycięstwa nad Racingiem Santander 3:0. Pierwsza porażka ligowa zdarzyła się już kolejkę później, gdzie Blaugrana uległa, na swoim stadionie, Hérculesowi CF 0:2.
14 września 2010 roku, FC Barcelona rozpoczęła grę w Lidze Mistrzów, od pewnego zwycięstwa 5:1 z Panathinaikosem AO. W kolejnych kolejkach ligowych, Blaugrana pokonywała: Atlético Madryt 2:1, Sporting Gijón 1:0 oraz Athletic Bilbao 3:1. W kolejnym meczu grupowym w Lidze Mistrzów, padł remis 1:1 z Rubinem Kazań. Identyczny wynik padł również, w kolejnym spotkaniu ligowym z RCD Mallorcą. Następnie jednak, Barcelona wróciła do serii zwycięstw, pokonując w lidze: Valencię CF 2:1 i Real Saragossę 2:0 oraz w Lidze Mistrzów FC København 2:0.
26 października 2010 roku, FC Barcelona rozpoczęła rywalizację w Pucharze Króla, od wygranej 2:0, w pierwszym meczu 1/16 finału, z trzecioligowym klubem AD Ceuta. W następnej kolejce ligowej, Blaugrana pewnie pokonała Sevillę FC 5:0. W drugim spotkaniu grupowym w Lidze Mistrzów, z FC København, padł remis 1:1. Następnie, Barcelona pokonała w lidze Getafe CF 3:1. W rewanżowym meczu, 1/16 Pucharu Króla, podopieczni pokonali AD Ceutę 5:1 (w dwumeczu 7:1) i pewnie awansowali do 1/8 finału. Następnie, kontynuując kolejną dobrą passę, Duma Katalonii pokonała w lidze Villarreal CF 3:1 i UD Almería aż 8:0. W drugim meczu z Panathinaikosem AO w Lidze Mistrzów, Barca ponownie wygrała, tym razem 3:0.
29 listopada 2010 roku, w 111 rocznicę powstania klubu FC Barcelona, miało miejsce El Clásico, ligowy pojedynek z Realem Madryt. Barcelona wygrała pewnie w tym meczu 5:0. W nawiązaniu do meczu z identycznym wynikiem za czasów trenera Johana Cruijffa w 1993 roku, mecz ten nazwano „La Manita”. W kolejnym meczu ligowym, Blaugrana pokonała CA Osasunę 3:0. W ostatnim meczu fazy grupowej Ligi Mistrzów, podopieczni Guardioli pokonali Rubin Kazań 2:0 i ostatecznie pewnie awansowali do 1/8 finału, z pierwszego miejsca w grupie. W następnych meczach ligowych, Duma Katalonii pewnie pokonała Real Sociedad 5:0 i RCD Espanyol 5:1, w Derbach Barcelony. W ostatnim meczu w 2010 roku, Barcelona zremisowała bezbramkowo z Athletikiem Bilbao, w pierwszym meczu, 1/8 finału Pucharu Króla.
W zimowym okienku transferowym, Barcelona sprowadziła jednego zawodnika – Ibrahima Afellaya, który przeszedł z PSV Eindhoven za 3 miliony euro.
W pierwszym meczu 2011 roku, Barcelona pokonała Levante UD 2:1, w lidze. W rewanżowym meczu, 1/8 finału Pucharu Króla, z Athletikiem Bilbao, padł remis 1:1, jednak, dzięki bramce strzelonej na wyjeździe, to FC Barcelona awansowała do 1/4 finału. W kolejnym meczu ligowym, Blaugrana pokonała Deportivo La Coruña 4:0. W 1/4 finału Pucharu Króla, Barcelona zmierzyła się z Realem Betis. Po zwycięstwie 5:0 i porażce 1:3, Duma Katalonii zwyciężyła w dwumeczu 6:3 i awansowała do 1/2 finału. W międzyczasie, Barca pokonała w lidze Málagę CF 4:1. W 1/2 finału Pucharu Króla, Barcelona zmierzyła się z UD Almería. Po zwycięstwach 5:0 i 3:0 (w dwumeczu 8:0), Barca pewnie awansowała do finału tych rozgrywek. Między meczami pucharowymi, Blaugrana pokonała w lidze 3:0: Racing Santander i Hércules CF. W kolejnych meczach w lidze, Barcelona pokonała Atlético Madryt 3:0 i zremisowała z Sportingiem Gijón 1:1.
16 lutego 2011 roku, FC Barcelona skomplikowała sobie sprawę awansu do kolejnej rundy Ligi Mistrzów, przegrywając w pierwszym meczu, 1/8 finału, z Arsenalem Londyn 1:2. W lidze, podopieczni Guardioli zaliczyli jednak serię zwycięstw, pokonując: Athletic Bilbao 2:1, RCD Mallorca 3:0 oraz Valencię CF i Real Saragossę, po 1:0. 8 marca 2011 roku, w rewanżowym meczu 1/8 finału, Barcelona zdołała odrobić stratę z pierwszego meczu, pokonując Arsenal Londyn 3:1 (w dwumeczu 4:3) i awansowała do 1/4 finału. W kolejnych meczach ligowych, padł remis 1:1 z Sevillą FC oraz zwycięstwa 2:1 z Getafe CF i 1:0 z Villarrealem CF. W 1/4 finału Ligi Mistrzów, Barcelona zmierzyła się z Szachtarem Donieck i po zwycięstwach 5:1 i 1:0 (w dwumeczu 6:1), pewnie awansowała do 1/2 finału. W międzyczasie, Barca pokonała w lidze UD Almería 3:1.
16 kwietnia 2011 roku, FC Barcelona rozpoczęła rekordową serię czterech meczów z Realem Madryt, w przeciągu nieco ponad dwóch tygodni. Najpierw, w meczu ligowym, padł remis 1:1. 20 kwietnia, miał miejsce finał Pucharu Króla, w którym rywalem Barcy, również był Real. W podstawowym czasie gry, padł bezbramkowy remis. Zatem konieczna była dogrywka, w której lepszy okazał się Real Madryt, za sprawą bramki Cristiano Ronaldo. Tym samym, Barcelona straciła szansę na to trofeum. W przerwie od kolejnych El Clásico, Barcelona pokonała, w lidze, 2:0 CA Osasunę. W 1/2 finału Ligi Mistrzów, Barca zmierzyła się z Realem Madryt i w kolejnych klasykach, w tak krótkim czasie, pokonała Real 2:0 i zremisowała 1:1 (w dwumeczu 3:1), tym samym awansując do finału. Między „Klasykami”, w Lidze Mistrzów, Barca przegrała, pierwszy ligowy mecz od września, z Realem Sociedad 1:2.
W ostatnich meczach ligowych, FC Barcelona pokonała RCD Espanyol 2:0, w kolejnych Derbach Barcelony. Następnie, zremisowała: 1:1 z Levante UD i 0:0 z Deportivo La Coruña. W ostatniej kolejce ligowej, Blaugrana pokonała Málagę CF 3:1. Ostatecznie, FC Barcelona, po raz 21 w historii, została Mistrzem Hiszpanii, z czterema punktami przewagi, nad drugim w tabeli Realem Madryt.
28 maja 2011 roku, miał miejsce finał Ligi Mistrzów UEFA na Stadionie Wembley w Londynie, w którym FC Barcelona zmierzyła się z Manchesterem United. Duma Katalonii, pokonała w tym meczu Czerwone Diabły 3:1 i po raz czwarty w historii, wygrała Ligę Mistrzów.
Ostatecznie, FC Barcelona zakończyła sezon z trzema oficjalnymi trofeami: Mistrzostwem Hiszpanii, Ligą Mistrzów i Superpucharem Hiszpanii a w Pucharze Króla dotarła do finału, gdzie przegrała z Realem Madryt. Najlepszym strzelcem drużyny, w sezonie, został Lionel Messi, który trafiał do bramki rywali 53 razy, w oficjalnych meczach. Messi został także królem strzelców Ligi Mistrzów, z 12 bramkami na koncie oraz ex aequo z Cristiano Ronaldo, królem strzelców Pucharu Króla, z 7 bramkami. W lidze, zajął drugie miejsce w klasyfikacji strzelców, tracąc do Ronaldo 9 bramek.

## Skład
| Nr | Poz. | Piłkarz         |
| -- | ---- | --------------- |
| 1  | BR   | Víctor Valdés   |
| 2  | OB   | Dani Alves      |
| 3  | OB   | Gerard Piqué    |
| 5  | OB   | Carles Puyol () |
| 6  | PO   | Xavi            |
| 7  | NA   | David Villa     |
| 8  | PO   | Andrés Iniesta  |
| 9  | NA   | Bojan Krkić     |
| 10 | NA   | Lionel Messi    |
| 11 | NA   | Jeffrén Suárez  |

| Nr | Poz. | Piłkarz           |
| -- | ---- | ----------------- |
| 13 | BR   | José Manuel Pinto |
| 14 | PO   | Javier Mascherano |
| 15 | PO   | Seydou Keita      |
| 16 | PO   | Sergio Busquets   |
| 17 | NA   | Pedro             |
| 18 | OB   | Gabriel Milito    |
| 19 | OB   | Maxwell           |
| 20 | PO   | Ibrahim Afellay   |
| 21 | OB   | Adriano           |
| 22 | OB   | Éric Abidal       |

### Zawodnicy powołani ze składu rezerw
| Nr | Poz. | Piłkarz          |
| -- | ---- | ---------------- |
| 26 | OB   | Andreu Fontàs    |
| 27 | NA   | Nolito           |
| 28 | PO   | Sergi Roberto    |
| 29 | PO   | Víctor Vázquez   |
| 30 | PO   | Thiago Alcântara |
| 31 | BR   | Rubén Miño       |
| 32 | OB   | Marc Bartra      |

| Nr | Poz. | Piłkarz             |
| -- | ---- | ------------------- |
| 33 | OB   | Sergi Gómez         |
| 34 | PO   | Jonathan dos Santos |
| 35 | OB   | Marc Muniesa        |
| 37 | PO   | Oriol Romeu         |
| 38 | BR   | Oier Olazábal       |
| 40 | OB   | Martín Montoya      |
| 41 | NA   | Gerard Deulofeu     |

## Transfery

### Do klubu
| Piłkarz           | Z klubu        | Data transferu   | Kwota transferu     |
| ----------------- | -------------- | ---------------- | ------------------- |
| David Villa       | Valencia CF    | 1 lipca 2010     | 40 mln €            |
| Keirrison         | ACF Fiorentina | 1 lipca 2010     | koniec wypożyczenia |
| Alaksandr Hleb    | VfB Stuttgart  | 1 lipca 2010     | koniec wypożyczenia |
| Martín Cáceres    | Juventus F.C.  | 1 lipca 2010     | koniec wypożyczenia |
| Víctor Sánchez    | Xerez CD       | 1 lipca 2010     | koniec wypożyczenia |
| Adriano           | Sevilla FC     | 14 lipca 2010    | 9,5 mln €           |
| Javier Mascherano | Liverpool F.C. | 28 sierpnia 2010 | 20 mln €            |
| Ibrahim Afellay   | PSV Eindhoven  | 1 stycznia 2011  | 3 mln €             |

### Z klubu
| Piłkarz            | Do klubu           | Data transferu   | Kwota transferu       |
| ------------------ | ------------------ | ---------------- | --------------------- |
| Keirrison          | Santos FC          | 1 lipca 2010     | wypożyczenie na sezon |
| Yaya Touré         | Manchester City    | 2 lipca 2010     | 30 mln €              |
| Dmytro Czyhrynski  | Szachtar Donieck   | 6 lipca 2010     | 15 mln €              |
| Thierry Henry      | New York Red Bulls | 14 lipca 2010    | wolny transfer        |
| Rafael Márquez     | New York Red Bulls | 2 sierpnia 2010  | wolny transfer        |
| Víctor Sánchez     | Getafe CF          | 26 sierpnia 2010 | wypożyczenie na sezon |
| Zlatan Ibrahimović | A.C. Milan         | 28 sierpnia 2010 | wypożyczenie na sezon |
| Martín Cáceres     | Sevilla FC         | 29 sierpnia 2010 | wypożyczenie na sezon |
| Alaksandr Hleb     | Birmingham City    | 31 sierpnia 2010 | wypożyczenie na sezon |

Źródło:

## Sztab szkoleniowy

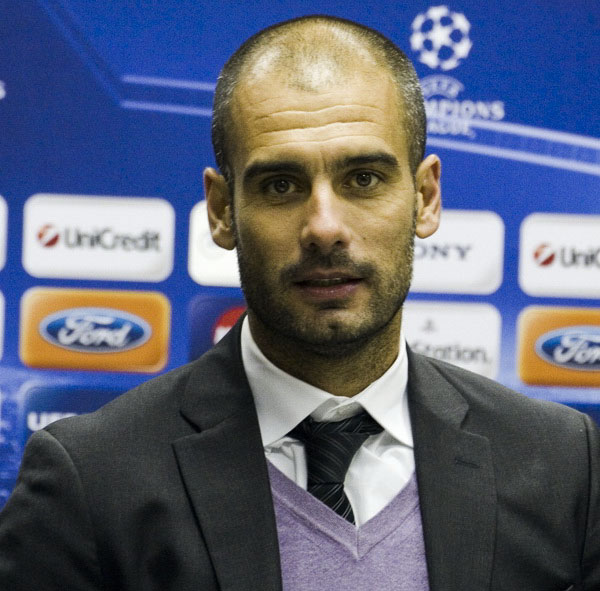
Pep Guardiola, trener klubu w sezonie 2010/11

| Osoba                 | Stanowisko                      |
| --------------------- | ------------------------------- |
| Pep Guardiola         | Trener                          |
| Tito Vilanova         | Asystent trenera                |
| Domènec Torrent       | Asystent trenera                |
| Luis Aragon Bayona    | Trener techniczny               |
| Lorenzo Buenaventura  | Trener przygotowania fizycznego |
| Paco Seirul•lo Vargas | Trener przygotowania fizycznego |
| Carles Busquets       | Trener bramkarzy                |
| Juanjo Brau           | Fizjoterapeuta                  |
| Carles Naval          | Delegat                         |

## Mecze
zwycięstwo FC Barcelony
     remis
     zwycięstwo drużyny przeciwnej
| 29 lipca 2010 | Vålerenga Fotball          | 2:4   | FC Barcelona                                         |                                                           |
| 19:00 CET     | Singh 15' (k.) · Zajić 65' | (1:2) | 13' Sánchez · 35' Maxwell · 51' Martínez · 64' Keita | Ullevaal Stadion, Oslo Widzów: 21 993 Sędzia: Terje Hauge |

| 4 sierpnia 2010 | K-League All-Stars                   | 2:5   | FC Barcelona                                                  |                                                                   |
| 12:00 CET       | Choi Sung-kuk 1' · Lee Dong-gook 36' | (2:3) | 6' Ibrahimović · 43', 45+2' Messi · 82' Sánchez · 84' Soriano | Seul World Cup Stadium, Seul Widzów: 32 581 Sędzia: Choi Kwang-Bo |

| 8 sierpnia 2010 | Beijing Guo’an | 0:3   | FC Barcelona                               |                                                         |
| 13:00 CET       |                | (0:2) | 11' Roberto · 13' Nolito · 90' Ibrahimović | Stadion Narodowy, Pekin Widzów: 44 000 Sędzia: Wang Zhe |

| Supercopa España 14 sierpnia 2010 | Sevilla FC                          | 3:1   | FC Barcelona    |                                                                                     |
| 21:30 CET                         | Luís Fabiano 61' · Kanouté 72', 82' | (0:1) | 20' Ibrahimović | Estadio Ramón Sánchez Pizjuán, Sewilla Widzów: 40 000 Sędzia: César Muñiz Fernández |

| Supercopa España 21 sierpnia 2010 | FC Barcelona                             | 4:0   | Sevilla FC |                                                                       |
| 20:30 CET                         | Konko 14' (sam.) · Messi 25', 44', 90+1' | (3:0) |            | Camp Nou, Barcelona Widzów: 67 414 Sędzia: Fernando Teixeira Vitienes |

| Trofeu Joan Gamper 25 sierpnia 2010 | FC Barcelona                        | 1:1 k. 3:1    | Milan                                   |                                                                     |
| 19:45 CET                           | Villa 48'                           | (0:0, k. 3:1) | 67' Inzaghi                             | Camp Nou, Barcelona Widzów: 96 195 Sędzia: David Fernández Borbalán |
| 19:45 CET                           | · Messi · Busquets · Bojan · Thiago | Rzuty karne   | · Seedorf · Pirlo · Yepes · Jankulovski | Camp Nou, Barcelona Widzów: 96 195 Sędzia: David Fernández Borbalán |

| Primera División 129 sierpnia 2010 | Racing Santander | 0:3   | FC Barcelona                       |                                                                        |
| 19:00 CET                          |                  | (0:2) | 3' Messi · 33' Iniesta · 62' Villa | El Sardinero, Santander Widzów: 19 095 Sędzia: Carlos Delgado Ferreiro |

| Primera División 211 września 2010 | FC Barcelona | 0:2   | Hércules CF     |                                                                    |
| 18:00 CET                          |              | (0:1) | 27', 59' Valdez | Camp Nou, Barcelona Widzów: 79 363 Sędzia: Carlos Velasco Carballo |

| Liga Mistrzów 14 września 2010 | FC Barcelona                                         | 5:1   | Panathinaikos AO |                                                           |
| 20:45 CET                      | Messi 22', 45' · Villa 33' · Pedro 78' · Alves 90+3' | (3:1) | 20' Govou        | Camp Nou, Barcelona Widzów: 69 738 Sędzia: Nicola Rizzoli |

| Primera División 319 września 2010 | Atlético Madryt | 1:2   | FC Barcelona          |                                                                                  |
| 19:00 CET                          | García 25'      | (1:2) | 13' Messi · 33' Piqué | Estadio Vicente Calderón, Madryt Widzów: 53 000 Sędzia: David Fernández Borbalán |

| Primera División 422 września 2010 | FC Barcelona | 1:0   | Sporting Gijón |                                                                |
| 20:00 CET                          | Villa 49'    | (0:0) |                | Camp Nou, Barcelona Widzów: 66 947 Sędzia: José Paradas Romero |

| Primera División 525 września 2010 | Athletic Bilbao | 1:3   | FC Barcelona                          |                                                              |
| 22:00 CET                          | Gabilondo 90'   | (0:0) | 55' Keita · 74' Xavi · 90+3' Busquets | San Mamés, Bilbao Widzów: 36 000 Sędzia: Antonio Mateu Lahoz |

| Liga Mistrzów 29 września 2010 | Rubin Kazań    | 1:1   | FC Barcelona   |                                                              |
| 18:30 CET                      | Noboa 30' (k.) | (1:0) | 60' (k.) Villa | Stadion Centralny, Kazań Widzów: 23 950 Sędzia: Cüneyt Çakır |

| Primera División 63 października 2010 | FC Barcelona | 1:1   | RCD Mallorca |                                                                     |
| 19:00 CET                             | Messi 21'    | (1:1) | 42' Nsue     | Camp Nou, Barcelona Widzów: 79 085 Sędzia: Alberto Undiano Mallenco |

| Primera División 716 października 2010 | FC Barcelona            | 2:1   | Valencia CF   |                                                                       |
| 20:00 CET                              | Iniesta 47' · Puyol 63' | (0:1) | 38' Hernández | Camp Nou, Barcelona Widzów: 87 975 Sędzia: Fernando Teixeira Vitienes |

| Liga Mistrzów 20 października 2010 | FC Barcelona     | 2:0   | FC Kopenhaga |                                                            |
| 20:45 CET                          | Messi 19', 90+2' | (1:0) |              | Camp Nou, Barcelona Widzów: 75 852 Sędzia: Stéphane Lannoy |

| Primera División 823 października 2010 | Real Saragossa | 0:2   | FC Barcelona   |                                                                 |
| 18:00 CET                              |                | (0:1) | 42', 66' Messi | La Romareda, Saragossa Widzów: 26 000 Sędzia: Miguel Pérez Lasa |

| Copa del Rey 1/16 Finału 26 października 2010 | AD Ceuta | 0:2   | FC Barcelona            |                                                                      |
| 22:00 CET                                     |          | (0:2) | 16' Maxwell · 25' Pedro | Estadio Alfonso Murube, Ceuta Widzów: 6200 Sędzia: Miguel Pérez Lasa |

| Primera División 930 października 2010 | FC Barcelona                               | 5:0   | Sevilla FC |                                                                    |
| 22:00 CET                              | Messi 4', 64' · Villa 24', 90' · Alves 52' | (2:0) |            | Camp Nou, Barcelona Widzów: 81 020 Sędzia: Javier Turienzo Álvarez |

| Liga Mistrzów 2 listopada 2010 | FC Kopenhaga  | 1:1   | FC Barcelona |                                                         |
| 20:45 CET                      | Claudemir 32' | (1:1) | 31' Messi    | Parken, Kopenhaga Widzów: 38 065 Sędzia: Cristian Balaj |

| Primera División 107 listopada 2010 | Getafe CF     | 1:3   | FC Barcelona                      |                                                                         |
| 19:00 CET                           | Manu 70' (k.) | (0:2) | 23' Messi · 34' Villa · 65' Pedro | Coliseum Alfonso Pérez, Getafe Widzów: 15 000 Sędzia: Miguel Ayza Gámez |

| Copa del Rey 1/16 Finału 10 listopada 2010 | FC Barcelona                                              | 5:1   | AD Ceuta     |                                                                        |
| 22:00 CET                                  | Nolito 2' · Milito 7' · Pedro 50' · Bojan 64' · Messi 68' | (2:1) | 35' Casaseca | Camp Nou, Barcelona Widzów: 38 971 Sędzia: Ignacio Iglesias Villanueva |

| Primera División 1113 listopada 2010 | FC Barcelona               | 3:1   | Villarreal CF |                                                                    |
| 22:00 CET                            | Villa 22' · Messi 58', 83' | (1:1) | 26' Nilmar    | Camp Nou, Barcelona Widzów: 80 766 Sędzia: Carlos Delgado Ferreiro |

| Primera División 1220 listopada 2010 | UD Almería | 0:8   | FC Barcelona                                                                         |                                                                                           |
| 20:00 CET                            |            | (0:5) | 17', 37', 67' Messi · 19' Iniesta · 27' (sam.) Acasiete · 35' Pedro · 62', 73' Bojan | Estadio de los Juegos Mediterráneos, Almería Widzów: 13 097 Sędzia: César Muñiz Fernández |

| Liga Mistrzów 24 listopada 2010 | Panathinaikos AO | 0:3   | FC Barcelona               |                                                                  |
| 20:45 CET                       |                  | (0:1) | 27', 69' Pedro · 62' Messi | Stadion Olimpijski, Ateny Widzów: 58 466 Sędzia: Gianluca Rocchi |

| Primera División 1329 listopada 2010 | FC Barcelona                                          | 5:0   | Real Madryt |                                                                       |
| 21:00 CET                            | Xavi 10' · Pedro 18' · Villa 55', 58' · Jeffrén 90+1' | (2:0) |             | Camp Nou, Barcelona Widzów: 98 255 Sędzia: Eduardo Iturralde González |

| Primera División 144 grudnia 2010 | CA Osasuna | 0:3   | FC Barcelona                    |                                                                               |
| 20:00 CET                         |            | (0:1) | 26' Pedro · 65', 84' (k.) Messi | Estadio El Sadar, Pampeluna Widzów: 18 043 Sędzia: Fernando Teixeira Vitienes |

| Liga Mistrzów 7 grudnia 2010 | FC Barcelona             | 2:0   | Rubin Kazań |                                                           |
| 20:45 CET                    | Fontàs 51' · Vázquez 83' | (0:0) |             | Camp Nou, Barcelona Widzów: 50 436 Sędzia: Jonas Eriksson |

| Primera División 1512 grudnia 2010 | FC Barcelona                                        | 5:0   | Real Sociedad |                                                                     |
| 21:00 CET                          | Villa 9' · Iniesta 33' · Messi 47', 87' · Bojan 90' | (2:0) |               | Camp Nou, Barcelona Widzów: 74 931 Sędzia: David Fernández Borbalán |

| Primera División 1618 grudnia 2010 | RCD Espanyol | 1:5   | FC Barcelona                               |                                                                         |
| 20:00 CET                          | Osvaldo 63'  | (0:2) | 19', 60' Pedro · 30' Xavi · 76', 84' Villa | RCDE Stadium, Barcelona Widzów: 40 010 Sędzia: Alberto Undiano Mallenco |

| Copa del Rey 1/8 Finału 21 grudnia 2010 | FC Barcelona | 0:0   | Athletic Bilbao |                                                                |
| 20:00 CET                               |              | (0:0) |                 | Camp Nou, Barcelona Widzów: 45 207 Sędzia: Antonio Mateu Lahoz |

| Primera División 172 stycznia 2011 | FC Barcelona   | 2:1   | Levante UD |                                                              |
| 18:00 CET                          | Pedro 47', 59' | (0:0) | 80' Stuani | Camp Nou, Barcelona Widzów: 71 681 Sędzia: Miguel Pérez Lasa |

| Copa del Rey 1/8 Finału 5 stycznia 2011 | Athletic Bilbao | 1:1   | FC Barcelona |                                                                |
| 22:00 CET                               | Llorente 85'    | (0:0) | 75' Abidal   | San Mamés, Bilbao Widzów: 39 750 Sędzia: César Muñiz Fernández |

| Primera División 188 stycznia 2011 | Deportivo La Coruña | 0:4   | FC Barcelona                                    |                                                                                       |
| 22:00 CET                          |                     | (0:1) | 26' Villa · 52' Messi · 80' Iniesta · 81' Pedro | Estadio Municipal de Riazor, La Coruña Widzów: 34 500 Sędzia: Carlos Delgado Ferreiro |

| Copa del Rey 1/4 Finału 12 stycznia 2011 | FC Barcelona                                | 5:0   | Real Betis |                                                                    |
| 22:00 CET                                | Messi 44', 62', 73' · Pedro 76' · Keita 83' | (1:0) |            | Camp Nou, Barcelona Widzów: 59 498 Sędzia: Carlos Velasco Carballo |

| Primera División 1916 stycznia 2011 | FC Barcelona                            | 4:1   | Málaga CF |                                                                   |
| 21:00 CET                           | Iniesta 8' · Villa 18', 74' · Pedro 36' | (3:0) |           | Camp Nou, Barcelona Widzów: 71 576 Sędzia: José González González |

| Copa del Rey 1/4 Finału 19 stycznia 2011 | Real Betis                 | 3:1   | FC Barcelona |                                                                             |
| 22:00 CET                                | Molina 2', 7' · Arzu 45+2' | (1:0) | 38' Messi    | Estadio Benito Villamarín, Sewilla Widzów: 35 000 Sędzia: Carlos Clos Gómez |

| Primera División 2022 stycznia 2011 | FC Barcelona                            | 3:0   | Racing Santander |                                                                        |
| 20:00 CET                           | Pedro 2' · Messi 33' (k.) · Iniesta 56' | (2:0) |                  | Camp Nou, Barcelona Widzów: 70 072 Sędzia: Ignacio Iglesias Villanueva |

| Copa del Rey 1/2 Finału 26 stycznia 2011 | FC Barcelona                                      | 5:0   | UD Almería |                                                                |
| 22:00 CET                                | Messi 9', 16' · Villa 11' · Pedro 31' · Keita 88' | (4:0) |            | Camp Nou, Barcelona Widzów: 49 875 Sędzia: Antonio Mateu Lahoz |

| Primera División 2129 stycznia 2011 | Hércules CF | 0:3   | FC Barcelona               |                                                                                   |
| 20:00 CET                           |             | (0:1) | 43' Pedro · 87', 89' Messi | Estadio José Rico Pérez, Alicante Widzów: 29 500 Sędzia: David Fernández Borbalán |

| Copa del Rey 1/2 Finału 2 lutego 2011 | UD Almería | 0:3   | FC Barcelona                           |                                                                                       |
| 20:00 CET                             |            | (0:1) | 35' Adriano · 56' Thiago · 67' Afellay | Estadio de los Juegos Mediterráneos, Almería Widzów: 16 000 Sędzia: Miguel Ayza Gámez |

| Primera División 225 lutego 2011 | FC Barcelona        | 3:0   | Atlético Madryt |                                                                    |
| 22:00 CET                        | Messi 17', 28', 79' | (2:0) |                 | Camp Nou, Barcelona Widzów: 84 766 Sędzia: Javier Turienzo Álvarez |

| Primera División 2312 lutego 2011 | Sporting Gijón | 1:1   | FC Barcelona |                                                            |
| 20:00 CET                         | Barral 16'     | (1:0) | 80' Villa    | El Molinón, Gijón Widzów: 23 481 Sędzia: Miguel Pérez Lasa |

| Liga Mistrzów 1/8 Finału 16 lutego 2011 | Arsenal                       | 2:1   | FC Barcelona |                                                                |
| 20:45 CET                               | Van Persie 78' · Arszawin 83' | (0:1) | 26' Villa    | Emirates Stadium, Londyn Widzów: 59 927 Sędzia: Nicola Rizzoli |

| Primera División 2420 lutego 2011 | FC Barcelona         | 2:1   | Athletic Bilbao |                                                                     |
| 21:00 CET                         | Villa 4' · Messi 78' | (1:0) | 50' (k.) Iraola | Camp Nou, Barcelona Widzów: 83 533 Sędzia: Rafael Ramírez Domínguez |

| Primera División 2526 lutego 2011 | RCD Mallorca | 0:3   | FC Barcelona                      |                                                                         |
| 20:00 CET                         |              | (0:1) | 38' Messi · 57' Villa · 66' Pedro | Iberostar Estadio, Palma Widzów: 23 142 Sędzia: Carlos Velasco Carballo |

| Primera División 262 marca 2011 | Valencia CF | 0:1   | FC Barcelona |                                                                              |
| 22:00 CET                       |             | (0:0) | 76' Messi    | Estadio Mestalla, Walencja Widzów: 55 000 Sędzia: Eduardo Iturralde González |

| Primera División 275 marca 2011 | FC Barcelona | 1:0   | Real Saragossa |                                                                       |
| 20:00 CET                       | Keita 43'    | (1:0) |                | Camp Nou, Barcelona Widzów: 68 000 Sędzia: Fernando Teixeira Vitienes |

| Liga Mistrzów 1/8 Finału 8 marca 2011 | FC Barcelona                     | 3:1   | Arsenal             |                                                            |
| 20:45 CET                             | Messi 45+3', 71' (k.) · Xavi 69' | (0:1) | 53' (sam.) Busquets | Camp Nou, Barcelona Widzów: 95 486 Sędzia: Massimo Busacca |

| Primera División 2813 marca 2011 | Sevilla FC | 1:1   | FC Barcelona |                                                                                 |
| 20:00 CET                        | Navas 49'  | (0:1) | 30' Bojan    | Estadio Ramón Sánchez Pizjuán, Sewilla Widzów: 44 000 Sędzia: Miguel Pérez Lasa |

| Primera División 2919 marca 2011 | FC Barcelona          | 2:1   | Getafe CF |                                                                  |
| 20:00 CET                        | Alves 17' · Bojan 50' | (1:0) | 88' Manu  | Camp Nou, Barcelona Widzów: 81 913 Sędzia: César Muñiz Fernández |

| Primera División 302 kwietnia 2011 | Villarreal CF | 0:1   | FC Barcelona |                                                                                |
| 20:00 CET                          |               | (0:0) | 66' Piqué    | Estadio El Madrigal, Vila-real Widzów: 23 000 Sędzia: Rafael Ramírez Domínguez |

| Liga Mistrzów 1/4 Finału 6 kwietnia 2011 | FC Barcelona                                              | 5:1   | Szachtar Donieck |                                                          |
| 20:45 CET                                | Iniesta 2' · Alves 34' · Piqué 53' · Keita 60' · Xavi 86' | (2:0) | 60' Rakicki      | Camp Nou, Barcelona Widzów: 86 518 Sędzia: Craig Thomson |

| Primera División 319 kwietnia 2011 | FC Barcelona                       | 3:1   | UD Almería |                                                              |
| 20:00 CET                          | Messi 53' (k.), 90+2' · Thiago 64' | (0:0) | 50' Corona | Camp Nou, Barcelona Widzów: 80 452 Sędzia: Miguel Ayza Gámez |

| Liga Mistrzów 1/4 Finału 12 kwietnia 2011 | Szachtar Donieck | 0:1   | FC Barcelona |                                                            |
| 20:45 CET                                 |                  | (0:1) | 43' Messi    | Donbas Arena, Donieck Widzów: 51 579 Sędzia: Florian Meyer |

| Primera División 3216 kwietnia 2011 | Real Madryt      | 1:1   | FC Barcelona   |                                                                                |
| 22:00 CET                           | Ronaldo 82' (k.) | (0:0) | 53' (k.) Messi | Estadio Santiago Bernabéu, Madryt Widzów: 80 354 Sędzia: César Muñiz Fernández |

| Copa del Rey Finał 20 kwietnia 2011 | FC Barcelona | 0:1 (pd.)       | Real Madryt  |                                                                            |
| 21:30 CET                           |              | (0:0, 0:0, 0:1) | 103' Ronaldo | Estadio Mestalla, Walencja Widzów: 55 000 Sędzia: Alberto Undiano Mallenco |

| Primera División 3323 kwietnia 2011 | FC Barcelona          | 2:0   | CA Osasuna |                                                                    |
| 20:00 CET                           | Villa 24' · Messi 87' | (1:0) |            | Camp Nou, Barcelona Widzów: 73 285 Sędzia: Carlos Delgado Ferreiro |

| Liga Mistrzów 1/2 Finału 27 kwietnia 2011 | Real Madryt | 0:2   | FC Barcelona   |                                                                         |
| 20:45 CET                                 |             | (0:0) | 76', 87' Messi | Estadio Santiago Bernabéu, Madryt Widzów: 71 567 Sędzia: Wolfgang Stark |

| Primera División 3430 kwietnia 2011 | Real Sociedad               | 2:1   | FC Barcelona |                                                                                 |
| 20:00 CET                           | Ifrán 71' · Prieto 82' (k.) | (0:1) | 29' Thiago   | Estadio Anoeta, San Sebastián Widzów: 34 850 Sędzia: Fernando Teixeira Vitienes |

| Liga Mistrzów 1/2 Finału 3 maja 2011 | FC Barcelona | 1:1   | Real Madryt |                                                               |
| 20:45 CET                            | Pedro 54'    | (0:0) | 64' Marcelo | Camp Nou, Barcelona Widzów: 95 701 Sędzia: Frank De Bleeckere |

| Primera División 358 maja 2011 | FC Barcelona            | 2:0   | RCD Espanyol |                                                                     |
| 19:00 CET                      | Iniesta 29' · Piqué 47' | (1:0) |              | Camp Nou, Barcelona Widzów: 89 994 Sędzia: David Fernández Borbalán |

| Primera División 3611 maja 2011 | Levante UD  | 1:1   | FC Barcelona |                                                                                 |
| 20:00 CET                       | Caicedo 41' | (1:1) | 28' Keita    | Estadio Ciudad de Valencia, Walencja Widzów: 20 473 Sędzia: José Paradas Romero |

| Primera División 3715 maja 2011 | FC Barcelona | 0:0   | Deportivo La Coruña |                                                                    |
| 21:00 CET                       |              | (0:0) |                     | Camp Nou, Barcelona Widzów: 70 044 Sędzia: Carlos Delgado Ferreiro |

| Primera División 3821 maja 2011 | Málaga CF     | 1:3   | FC Barcelona                              |                                                                      |
| 18:00 CET                       | Fernández 31' | (1:1) | 44' (k.) Bojan · 76' Afellay · 84' Bartra | Estadio La Rosaleda, Malaga Widzów: 28 000 Sędzia: Carlos Clos Gómez |

| Liga Mistrzów Finał 28 maja 2011 | FC Barcelona                      | 3:1   | Manchester United |                                                              |
| 20:45 CET                        | Pedro 27' · Messi 54' · Villa 69' | (1:1) | 34' Rooney        | Stadion Wembley, Londyn Widzów: 87 695 Sędzia: Viktor Kassai |

## Bilans meczów oficjalnych

### Statystyki meczów
| Rozgrywki          | Mecze | Wygrane | Remisy | Przegrane | Bramki strzelone | Bramki stracone |
| ------------------ | ----- | ------- | ------ | --------- | ---------------- | --------------- |
| Primera División   | 38    | 30      | 6      | 2         | 95               | 21              |
| Copa del Rey       | 9     | 5       | 2      | 2         | 22               | 6               |
| Liga Mistrzów UEFA | 13    | 9       | 3      | 1         | 30               | 9               |
| Supercopa España   | 2     | 1       | 0      | 1         | 5                | 3               |
| Suma               | 62    | 45      | 11     | 6         | 152              | 39              |

Źródło:

### Bilans meczów przeciwko klubom
| Klub                | Mecze | Wygrane | Remisy | Przegrane | Bramki strzelone | Bramki stracone |
| ------------------- | ----- | ------- | ------ | --------- | ---------------- | --------------- |
| Real Madryt         | 5     | 2       | 2      | 1         | 9                | 3               |
| UD Almería          | 4     | 4       | 0      | 0         | 19               | 1               |
| Athletic Bilbao     | 4     | 2       | 2      | 0         | 6                | 3               |
| Sevilla FC          | 4     | 2       | 1      | 1         | 11               | 4               |
| Panathinaikos AO    | 2     | 2       | 0      | 0         | 8                | 1               |
| AD Ceuta            | 2     | 2       | 0      | 0         | 7                | 1               |
| RCD Espanyol        | 2     | 2       | 0      | 0         | 7                | 1               |
| Racing Santander    | 2     | 2       | 0      | 0         | 6                | 0               |
| Málaga CF           | 2     | 2       | 0      | 0         | 7                | 2               |
| Szachtar Donieck    | 2     | 2       | 0      | 0         | 6                | 1               |
| CA Osasuna          | 2     | 2       | 0      | 0         | 5                | 0               |
| Atlético Madryt     | 2     | 2       | 0      | 0         | 5                | 1               |
| Getafe CF           | 2     | 2       | 0      | 0         | 5                | 2               |
| Villarreal CF       | 2     | 2       | 0      | 0         | 4                | 1               |
| Real Saragossa      | 2     | 2       | 0      | 0         | 3                | 0               |
| Valencia CF         | 2     | 2       | 0      | 0         | 3                | 1               |
| Deportivo La Coruña | 2     | 1       | 1      | 0         | 4                | 0               |
| RCD Mallorca        | 2     | 1       | 1      | 0         | 4                | 1               |
| FC Kopenhaga        | 2     | 1       | 1      | 0         | 3                | 1               |
| Rubin Kazań         | 2     | 1       | 1      | 0         | 3                | 1               |
| Levante UD          | 2     | 1       | 1      | 0         | 3                | 2               |
| Sporting Gijón      | 2     | 1       | 1      | 0         | 2                | 1               |
| Real Sociedad       | 2     | 1       | 0      | 1         | 6                | 2               |
| Real Betis          | 2     | 1       | 0      | 1         | 6                | 3               |
| Arsenal             | 2     | 1       | 0      | 1         | 4                | 3               |
| Hércules CF         | 2     | 1       | 0      | 1         | 3                | 2               |
| Manchester United   | 1     | 1       | 0      | 1         | 3                | 1               |

### Bilans meczów przeciwko trenerom
| Trener                | Klub                | Mecze | Wygrane | Remisy | Przegrane | Bramki strzelone | Bramki stracone |
| --------------------- | ------------------- | ----- | ------- | ------ | --------- | ---------------- | --------------- |
| José Mourinho         | Real Madryt         | 5     | 2       | 2      | 1         | 9                | 3               |
| Joaquín Caparrós      | Athletic Bilbao     | 4     | 2       | 2      | 0         | 6                | 3               |
| José Luis Oltra       | UD Almería          | 2     | 2       | 0      | 0         | 8                | 0               |
| João de Deus          | AD Ceuta            | 2     | 2       | 0      | 0         | 7                | 1               |
| Mauricio Pochettino   | RCD Espanyol        | 2     | 2       | 0      | 0         | 7                | 1               |
| Miguel Ángel Portugal | Racing Santander    | 2     | 2       | 0      | 0         | 6                | 0               |
| Manuel Pellegrini     | Málaga CF           | 2     | 2       | 0      | 0         | 7                | 2               |
| Mircea Lucescu        | Szachtar Donieck    | 2     | 2       | 0      | 0         | 6                | 1               |
| Quique Sánchez Flores | Atlético Madryt     | 2     | 2       | 0      | 0         | 5                | 1               |
| Míchel                | Getafe CF           | 2     | 1       | 1      | 0         | 5                | 2               |
| Juan Carlos Garrido   | Villarreal CF       | 2     | 2       | 0      | 0         | 4                | 1               |
| Unai Emery            | Valencia CF         | 2     | 2       | 0      | 0         | 3                | 1               |
| Gregorio Manzano      | Sevilla FC          | 2     | 1       | 1      | 0         | 6                | 1               |
| Miguel Ángel Lotina   | Deportivo La Coruña | 2     | 1       | 1      | 0         | 4                | 0               |
| Michael Laudrup       | RCD Mallorca        | 2     | 1       | 1      | 0         | 4                | 1               |
| Ståle Solbakken       | FC Kopenhaga        | 2     | 1       | 1      | 0         | 3                | 1               |
| Gurban Berdiýew       | Rubin Kazań         | 2     | 1       | 1      | 0         | 3                | 1               |
| Luis García           | Levante UD          | 2     | 1       | 1      | 0         | 3                | 2               |
| Manuel Preciado       | Sporting Gijón      | 2     | 1       | 1      | 0         | 2                | 1               |
| Martín Lasarte        | Real Sociedad       | 2     | 1       | 0      | 1         | 6                | 2               |
| Antonio Álvarez       | Sevilla FC          | 2     | 1       | 0      | 1         | 6                | 3               |
| Pepe Mel              | Real Betis          | 2     | 1       | 0      | 1         | 6                | 3               |
| Arsène Wenger         | Arsenal             | 2     | 1       | 0      | 1         | 4                | 3               |
| Esteban Vigo          | Hércules CF         | 2     | 1       | 0      | 1         | 3                | 2               |
| Edu Pons              | UD Almería          | 1     | 1       | 0      | 0         | 8                | 0               |
| Nikos Nioplias        | Panathinaikos AO    | 1     | 1       | 0      | 0         | 5                | 1               |
| Jesualdo Ferreira     | Panathinaikos AO    | 1     | 1       | 0      | 0         | 3                | 0               |
| José Antonio Camacho  | CA Osasuna          | 1     | 1       | 0      | 0         | 3                | 0               |
| Roberto Olabe         | UD Almería          | 1     | 1       | 0      | 0         | 3                | 1               |
| Alex Ferguson         | Manchester United   | 1     | 1       | 0      | 0         | 3                | 1               |
| José Aurelio Gay      | Real Saragossa      | 1     | 1       | 0      | 0         | 2                | 0               |
| José Luis Mendilibar  | CA Osasuna          | 1     | 1       | 0      | 0         | 2                | 0               |
| Javier Aguirre        | Real Saragossa      | 1     | 1       | 0      | 0         | 1                | 0               |

## Statystyki piłkarzy w oficjalnych meczach

### Statystyki występów i goli
| Piłkarz                 | Primera División | Primera División | Copa del Rey | Copa del Rey | Liga Mistrzów UEFA | Liga Mistrzów UEFA | Supercopa España | Supercopa España | Suma  | Suma   |
| Piłkarz                 | Mecze            | Bramki           | Mecze        | Bramki       | Mecze              | Bramki             | Mecze            | Bramki           | Mecze | Bramki |
| ----------------------- | ---------------- | ---------------- | ------------ | ------------ | ------------------ | ------------------ | ---------------- | ---------------- | ----- | ------ |
| Víctor Valdés           | 32               | 0                | 0            | 0            | 11                 | 0                  | 1                | 0                | 44    | 0      |
| Dani Alves              | 35               | 2                | 5            | 0            | 12                 | 2                  | 2                | 0                | 54    | 4      |
| Gerard Piqué            | 31               | 3                | 7            | 0            | 12                 | 1                  | 1                | 0                | 51    | 4      |
| Carles Puyol            | 17               | 1                | 2            | 0            | 8                  | 0                  | 0                | 0                | 27    | 1      |
| Xavi                    | 31               | 3                | 6            | 0            | 12                 | 2                  | 1                | 0                | 50    | 5      |
| David Villa             | 34               | 18               | 5            | 1            | 12                 | 4                  | 1                | 0                | 52    | 23     |
| Andrés Iniesta          | 34               | 8                | 5            | 0            | 10                 | 1                  | 1                | 0                | 50    | 9      |
| Zlatan Ibrahimović (X)  | 0                | 0                | 0            | 0            | 0                  | 0                  | 1                | 1                | 1     | 1      |
| Bojan Krkić             | 27               | 6                | 5            | 1            | 3                  | 0                  | 2                | 0                | 37    | 7      |
| Lionel Messi            | 33               | 31               | 7            | 7            | 13                 | 12                 | 2                | 3                | 55    | 53     |
| Jeffrén Suárez          | 8                | 1                | 3            | 0            | 2                  | 0                  | 0                | 0                | 13    | 1      |
| José Manuel Pinto       | 6                | 0                | 9            | 0            | 2                  | 0                  | 0                | 0                | 17    | 0      |
| Javier Mascherano       | 27               | 0                | 7            | 0            | 11                 | 0                  | 0                | 0                | 45    | 0      |
| Seydou Keita            | 35               | 3                | 9            | 2            | 10                 | 1                  | 2                | 0                | 56    | 6      |
| Sergio Busquets         | 28               | 1                | 5            | 0            | 12                 | 0                  | 1                | 0                | 46    | 1      |
| Pedro                   | 33               | 13               | 7            | 4            | 12                 | 5                  | 1                | 0                | 53    | 22     |
| Gabriel Milito          | 10               | 0                | 4            | 1            | 2                  | 0                  | 1                | 0                | 17    | 1      |
| Maxwell                 | 25               | 0                | 7            | 1            | 7                  | 0                  | 2                | 0                | 41    | 1      |
| Ibrahim Afellay         | 16               | 1                | 6            | 1            | 6                  | 0                  | 0                | 0                | 28    | 2      |
| Adriano                 | 15               | 0                | 8            | 1            | 6                  | 0                  | 2                | 0                | 31    | 1      |
| Éric Abidal             | 26               | 0                | 5            | 1            | 7                  | 0                  | 2                | 0                | 40    | 1      |
| Andreu Fontàs (R)       | 6                | 0                | 1            | 0            | 1                  | 1                  | 0                | 0                | 8     | 1      |
| Nolito (R)              | 2                | 0                | 3            | 1            | 0                  | 0                  | 0                | 0                | 5     | 1      |
| Sergi Roberto (R)       | 1                | 0                | 1            | 0            | 1                  | 0                  | 0                | 0                | 3     | 0      |
| Víctor Vázquez (R)      | 0                | 0                | 0            | 0            | 1                  | 1                  | 0                | 0                | 1     | 1      |
| Thiago Alcântara (R)    | 12               | 2                | 3            | 1            | 1                  | 0                  | 0                | 0                | 16    | 3      |
| Rubén Miño (R)          | 0                | 0                | 0            | 0            | 0                  | 0                  | 1                | 0                | 1     | 0      |
| Marc Bartra (R)         | 2                | 1                | 2            | 0            | 1                  | 0                  | 0                | 0                | 5     | 1      |
| Sergi Gómez (R)         | 0                | 0                | 0            | 0            | 0                  | 0                  | 1                | 0                | 1     | 0      |
| Jonathan dos Santos (R) | 2                | 0                | 1            | 0            | 1                  | 0                  | 1                | 0                | 5     | 0      |
| Oriol Romeu (R)         | 1                | 0                | 0            | 0            | 0                  | 0                  | 1                | 0                | 2     | 0      |
| Martín Montoya (R)      | 2                | 0                | 0            | 0            | 0                  | 0                  | 0                | 0                | 2     | 0      |

(X) – piłkarze, którzy odeszli z klubu w trakcie sezonu lub piłkarze, którzy nie zostali zgłoszeni do rozgrywek.
(R) – piłkarze, którzy nie byli oficjalnie w pierwszej drużynie a jedynie byli powoływani z drużyny rezerw.
Źródło:

### Najlepsi strzelcy
| lp. | Piłkarz                | Primera División | Copa del Rey | Liga Mistrzów UEFA | Supercopa España | Suma |
| --- | ---------------------- | ---------------- | ------------ | ------------------ | ---------------- | ---- |
| 1.  | Lionel Messi           | 31               | 7            | 12                 | 3                | 53   |
| 2.  | David Villa            | 18               | 1            | 4                  | 0                | 23   |
| 3.  | Pedro                  | 13               | 4            | 5                  | 0                | 22   |
| 4.  | Andrés Iniesta         | 8                | 0            | 1                  | 0                | 9    |
| 5.  | Andrés Iniesta         | 8                | 0            | 1                  | 0                | 9    |
| 6.  | Bojan Krkić            | 6                | 1            | 0                  | 0                | 7    |
| 7.  | Seydou Keita           | 3                | 2            | 1                  | 0                | 6    |
| 8.  | Xavi                   | 3                | 0            | 2                  | 0                | 5    |
| 9.  | Dani Alves             | 2                | 0            | 2                  | 0                | 4    |
| 9.  | Gerard Piqué           | 3                | 0            | 1                  | 0                | 4    |
| 11. | Thiago Alcântara (R)   | 2                | 1            | 0                  | 0                | 3    |
| 12. | Ibrahim Afellay        | 1                | 1            | 0                  | 0                | 2    |
| 13. | Carles Puyol           | 1                | 0            | 0                  | 0                | 1    |
| 13. | Zlatan Ibrahimović (X) | 0                | 0            | 0                  | 1                | 1    |
| 13. | Jeffrén Suárez         | 1                | 0            | 0                  | 0                | 1    |
| 13. | Sergio Busquets        | 1                | 0            | 0                  | 0                | 1    |
| 13. | Gabriel Milito         | 0                | 1            | 0                  | 0                | 1    |
| 13. | Maxwell                | 0                | 1            | 0                  | 0                | 1    |
| 13. | Adriano                | 0                | 1            | 0                  | 0                | 1    |
| 13. | Éric Abidal            | 0                | 1            | 0                  | 0                | 1    |
| 13. | Andreu Fontàs (R)      | 0                | 0            | 1                  | 0                | 1    |
| 13. | Nolito (R)             | 0                | 1            | 0                  | 0                | 1    |
| 13. | Víctor Vázquez (R)     | 0                | 0            | 1                  | 0                | 1    |
| 13. | Marc Bartra (R)        | 1                | 0            | 0                  | 0                | 1    |

## Tabele

### Primera División
| Lp. | Drużyna                 | M  | Z  | R  | P  | Bramki | Bramki | Różn. | Pkt | Uwagi                                                            | Bezpośrednio                     |
| --- | ----------------------- | -- | -- | -- | -- | ------ | ------ | ----- | --- | ---------------------------------------------------------------- | -------------------------------- |
| 1   | FC Barcelona (M)        | 38 | 30 | 6  | 2  | 95     | 21     | +74   | 96  | Liga Mistrzów UEFA • Faza grupowa                                |                                  |
| 2   | Real Madryt             | 38 | 29 | 5  | 4  | 102    | 33     | +69   | 92  | Liga Mistrzów UEFA • Faza grupowa                                |                                  |
| 3   | Valencia CF             | 38 | 21 | 8  | 9  | 64     | 44     | +20   | 71  | Liga Mistrzów UEFA • Faza grupowa                                |                                  |
| 4   | Villarreal CF           | 38 | 18 | 8  | 12 | 54     | 44     | +10   | 62  | Liga Mistrzów UEFA • Runda play-off                              |                                  |
| 5   | Sevilla FC              | 38 | 17 | 7  | 14 | 62     | 61     | +1    | 58  | Liga Europy UEFA • Runda play-off                                | SEV: 7 pkt ATH: 6 pkt ATM: 4 pkt |
| 6   | Athletic Bilbao         | 38 | 18 | 4  | 16 | 59     | 55     | +4    | 58  | Liga Europy UEFA • Runda play-off                                | SEV: 7 pkt ATH: 6 pkt ATM: 4 pkt |
| 7   | Atlético Madryt         | 38 | 17 | 7  | 14 | 62     | 53     | +9    | 58  | Liga Europy UEFA • III runda kwalifikacyjna1                     | SEV: 7 pkt ATH: 6 pkt ATM: 4 pkt |
| 8   | RCD Espanyol            | 38 | 15 | 4  | 19 | 46     | 55     | −9    | 49  |                                                                  |                                  |
| 9   | CA Osasuna              | 38 | 13 | 8  | 17 | 45     | 46     | −1    | 47  | OSA – SPG 1:1 SPG – OSA 1:1                                      |                                  |
| 10  | Sporting Gijón          | 38 | 11 | 14 | 13 | 35     | 42     | −7    | 47  | OSA – SPG 1:1 SPG – OSA 1:1                                      |                                  |
| 11  | Málaga CF               | 38 | 13 | 7  | 18 | 54     | 68     | −14   | 46  | MLG – RAC 4:1 RAC – MLG 1:2                                      |                                  |
| 12  | Racing Santander        | 38 | 12 | 10 | 16 | 41     | 56     | −15   | 46  | MLG – RAC 4:1 RAC – MLG 1:2                                      |                                  |
| 13  | Real Saragossa          | 38 | 12 | 9  | 17 | 40     | 53     | −13   | 45  | ZAR: 9 pkt LEV: 4 pkt → LEV – RSO 2–1 RSO: 4 pkt → RSO – LEV 1–1 |                                  |
| 14  | Levante UD              | 38 | 12 | 9  | 17 | 41     | 52     | −11   | 45  | ZAR: 9 pkt LEV: 4 pkt → LEV – RSO 2–1 RSO: 4 pkt → RSO – LEV 1–1 |                                  |
| 15  | Real Sociedad           | 38 | 14 | 3  | 21 | 49     | 66     | −17   | 45  | ZAR: 9 pkt LEV: 4 pkt → LEV – RSO 2–1 RSO: 4 pkt → RSO – LEV 1–1 |                                  |
| 16  | Getafe CF               | 38 | 12 | 8  | 18 | 49     | 60     | −11   | 44  | GET 3–0 MAL MAL 2–0 GET                                          |                                  |
| 17  | RCD Mallorca            | 38 | 12 | 8  | 18 | 41     | 56     | −15   | 44  | GET 3–0 MAL MAL 2–0 GET                                          |                                  |
| 18  | Deportivo La Coruña (S) | 38 | 10 | 13 | 15 | 31     | 47     | −16   | 43  | Spadek do Segunda División                                       |                                  |
| 19  | Hércules CF (S)         | 38 | 9  | 8  | 21 | 36     | 60     | −24   | 35  | Spadek do Segunda División                                       |                                  |
| 20  | UD Almería (S)          | 38 | 6  | 12 | 20 | 36     | 70     | −34   | 30  | Spadek do Segunda División                                       |                                  |

### Copa del Rey
| Drużyna 1                            | Wynik dwumeczu | Drużyna 2       | Pierwszy mecz | Drugi mecz |
| ------------------------------------ | -------------- | --------------- | ------------- | ---------- |
| AD Ceuta                             | 1:7            | FC Barcelona    | 0:2           | 1:5        |
| FC Barcelona                         | 1:1 (br. wyj.) | Athletic Bilbao | 0:0           | 1:1        |
| FC Barcelona                         | 6:3            | Real Betis      | 5:0           | 1:3        |
| FC Barcelona                         | 8:0            | UD Almería      | 5:0           | 3:0        |
| Po lewej gospodarz pierwszego meczu. |                |                 |               |            |

Finał:
| 24 kwietnia 2011 21:30 CET | FC Barcelona | 0:1 (Dogrywka)(0:0, 0:0, 0:1)Raport | Real Madryt · 103' Ronaldo | Estadio Mestalla, Walencja Widzów: 55 000 Sędzia: Alberto Undiano Mallenco |
|                            |              |                                     |                            |                                                                            |

| FC Barcelona | Real Madryt |

|               | 13 | José Manuel Pinto |      |      |
|               | 2  | Dani Alves        |      | 115' |
|               | 14 | Javier Mascherano |      |      |
|               | 3  | Gerard Piqué      |      |      |
|               | 21 | Adriano           | 117' |      |
|               | 16 | Sergio Busquets   |      | 107' |
|               | 6  | Xavi (c)          |      |      |
|               | 8  | Andrés Iniesta    |      |      |
|               | 17 | Pedro             | 34'  |      |
|               | 10 | Lionel Messi      | 65'  |      |
|               | 7  | David Villa       |      | 104' |
| Zmiany:       |    |                   |      |      |
|               | 1  | Víctor Valdés     |      |      |
|               | 5  | Carles Puyol      |      |      |
|               | 18 | Gabriel Milito    |      |      |
|               | 19 | Maxwell           |      | 115' |
|               | 15 | Seydou Keita      |      | 107' |
|               | 20 | Ibrahim Afellay   |      | 104' |
|               | 30 | Thiago            |      |      |
| Trener:       |    |                   |      |      |
| Pep Guardiola |    |                   |      |      |

|               | 1  | Iker Casillas (c) |     |      |
|               | 17 | Álvaro Arbeloa    |     |      |
|               | 4  | Sergio Ramos      |     |      |
|               | 2  | Ricardo Carvalho  |     | 119' |
|               | 12 | Marcelo           |     |      |
|               | 3  | Pepe              | 26' |      |
|               | 14 | Xabi Alonso       | 60' |      |
|               | 24 | Sami Khedira      |     | 104' |
|               | 23 | Mesut Özil        |     | 69'  |
|               | 7  | Cristiano Ronaldo |     |      |
|               | 22 | Ángel Di María    | 85' | 120' |
| Zmiany:       |    |                   |     |      |
|               | 25 | Jerzy Dudek       |     |      |
|               | 19 | Ezequiel Garay    |     | 119' |
|               | 8  | Kaká              |     |      |
|               | 11 | Esteban Granero   |     | 104' |
|               | 6  | Emmanuel Adebayor | 73' | 69'  |
|               | 9  | Karim Benzema     |     |      |
|               | 20 | Gonzalo Higuaín   |     |      |
| Trener:       |    |                   |     |      |
| José Mourinho |    |                   |     |      |

### Liga Mistrzów UEFA
Grupa D:
| Lp. | Drużyna          | M | Z | R | P | Bramki | Bramki | +/– | Pkt |
| --- | ---------------- | - | - | - | - | ------ | ------ | --- | --- |
| 1   | FC Barcelona (A) | 6 | 4 | 2 | 0 | 14     | 3      | +11 | 14  |
| 2   | FC Kopenhaga (A) | 6 | 3 | 1 | 2 | 7      | 5      | +2  | 10  |
| 3   | Rubin Kazań (LE) | 6 | 1 | 3 | 2 | 2      | 4      | −2  | 6   |
| 4   | Panathinaikos AO | 6 | 0 | 2 | 4 | 2      | 13     | −11 | 2   |

|                  | BAR | PAO | KOP | RUB |
| ---------------- | --- | --- | --- | --- |
| FC Barcelona     | –   | 5:1 | 2:0 | 2:0 |
| Panathinaikos AO | 0:3 | –   | 0:2 | 0:0 |
| FC Kopenhaga     | 1:1 | 3:1 | –   | 1:0 |
| Rubin Kazań      | 1:1 | 0:0 | 1:0 | –   |

Faza Pucharowa:
| Drużyna 1                            | Wynik dwumeczu | Drużyna 2        | Pierwszy mecz | Drugi mecz |
| ------------------------------------ | -------------- | ---------------- | ------------- | ---------- |
| Arsenal                              | 3:4            | FC Barcelona     | 2:1           | 1:3        |
| FC Barcelona                         | 6:1            | Szachtar Donieck | 5:1           | 1:0        |
| Real Madryt                          | 1:3            | FC Barcelona     | 0:2           | 1:1        |
| Po lewej gospodarz pierwszego meczu. |                |                  |               |            |

Finał:
| 28 maja 2011 20:45 CET | FC Barcelona · Pedro 27' · Messi 54' · Villa 69' | 3:1(1:1)Raport | Manchester United · Rooney 34' | Stadion Wembley, Londyn Widzów: 87 695 Sędzia: Viktor Kassai |
|                        |                                                  |                |                                |                                                              |

| FC Barcelona | Manchester United |

|               | 1  | Víctor Valdés     | 85' |       |
|               | 2  | Dani Alves        | 60' | 88'   |
|               | 14 | Javier Mascherano |     |       |
|               | 3  | Gerard Piqué      |     |       |
|               | 22 | Éric Abidal       |     |       |
|               | 16 | Sergio Busquets   |     |       |
|               | 6  | Xavi (c)          |     |       |
|               | 8  | Andrés Iniesta    |     |       |
|               | 7  | David Villa       |     | 86'   |
|               | 10 | Lionel Messi      |     |       |
|               | 17 | Pedro             |     | 90+2' |
| Zmiany:       |    |                   |     |       |
|               | 38 | Oier Olazábal     |     |       |
|               | 5  | Carles Puyol      |     | 88'   |
|               | 21 | Adriano           |     |       |
|               | 15 | Seydou Keita      |     | 86'   |
|               | 20 | Ibrahim Afellay   |     | 90+2' |
|               | 30 | Thiago Alcântara  |     |       |
|               | 9  | Bojan Krkić       |     |       |
| Trener:       |    |                   |     |       |
| Pep Guardiola |    |                   |     |       |

|               | 1  | Edwin van der Sar |     |     |
|               | 20 | Fábio             |     | 69' |
|               | 5  | Rio Ferdinand     |     |     |
|               | 15 | Nemanja Vidić (c) |     |     |
|               | 3  | Patrice Evra      |     |     |
|               | 25 | Antonio Valencia  | 79' |     |
|               | 16 | Michael Carrick   | 61' | 77' |
|               | 11 | Ryan Giggs        |     |     |
|               | 13 | Park Ji-sung      |     |     |
|               | 10 | Wayne Rooney      |     |     |
|               | 14 | Javier Hernández  |     |     |
| Zmiany:       |    |                   |     |     |
|               | 29 | Tomasz Kuszczak   |     |     |
|               | 12 | Chris Smalling    |     |     |
|               | 8  | Anderson          |     |     |
|               | 17 | Nani              |     | 69' |
|               | 18 | Paul Scholes      |     | 77' |
|               | 24 | Darren Fletcher   |     |     |
|               | 7  | Michael Owen      |     |     |
| Trener:       |    |                   |     |     |
| Alex Ferguson |    |                   |     |     |

### Supercopa España
| Drużyna 1                            | Wynik dwumeczu | Drużyna 2    | Pierwszy mecz | Drugi mecz |
| ------------------------------------ | -------------- | ------------ | ------------- | ---------- |
| Sevilla FC                           | 3:5            | FC Barcelona | 3:1           | 0:4        |
| Po lewej gospodarz pierwszego meczu. |                |              |               |            |